# Primaz da Espanha
Primaz da Espanha é um título honorífico pertencente ao Arcebispo de Toledo que, deste modo, se designa Arcebispo Primaz de Toledo. Este título é outorgado ao Prelado de Toledo, honorificamente, embora durante a Idade Média o título primacial desse o status de precedência sobre as demais dioceses.
Durante a Reconquista, a aliança entre os monarcas e a igreja formou-se nos diversos privilégios que se ofereciam mutuamente. Com a conquista de Alfonso VI da cidade de Toledo, foi outorgada pelo Papa Urbano II a bula papal Cunctis Sanctorum, de 1088/1089, na que se reconhecia aos titulares da diocese toledana a condição de primaz e metropolitas, recuperando o papel protagonista que a sé bispal tinha na época visigoda.

## Discussão da primazia com Braga e Tarragona
A primazia toledana supunha subordinação das dioceses de outros reinos, o que foi discutido desde o mesmo momento de sua concessão.
Para o recém-criado reino de Portugal, Braga, capital do antigo reino suevo, se resiste fundamentalmente por sua jurisdição sobre as dioceses de Coimbra e Zamora. Bispos como João Peculiar e Estêvão Soares da Silva protestam ante o Papa, e Honório III deixou a questão sem resolver (bulas de 19 de janeiro de 1218). Em 1364, o bispo de Braga João de Cardaillac decidiu ostentar o título de Primaz das Espanhas. Os conflitos de prelação que tiveram lugar durante o concílio de Trento (bispo Frei Bartolomeu dos Mártires) produziu uma resolução papal de ter em conta a data de elevação de cada bispo, com consequências unicamente protocolares. No breve Reddite nobis (10 de janeiro de 1562) insiste a manutenção dos direitos tradicionais de Braga.
A arquidiocese de Tarragona, capital da província romana Hispânia Citerior ou Tarraconense, cumpria o mesmo papel para a Coroa de Aragão desde sua restauração em 1091 e desde ao menos 1691 seus arcebispos utilizaram o título de "Hispaniarum Primas" (Primaz das Espanhas). Na atualidade, os bispos catalães se organizam em uma conferência episcopal tarraconense.